# Arvid Backlund
Erik Arvid Backlund, född 22 augusti 1895 i Svärdsjö, död 12 maj 1985, var en svensk skulptör.
Arvid Backlund var jämnårig och vän med Jerk Werkmäster och falugrafikerna. Han porträtterade bland annat Selma Lagerlöf och Anders Diös. Såningsmannen (1969) är ett av hans mer spridda verk som står vid Svärdsjö Kyrka och vid Sveriges lantbruksuniversitet i Uppsala. Hans bostad i Svärdsjö norr om Falun finns bevarad och visas sommartid för allmänheten. 

## Barndom
Arvid Backlund växte upp på Backhansgården i Svärdsjö. Hans far dog när han bara var några år gammal. Arvid Backlund drabbades tidigt av en TBC-sjukdom i höften vilket gjorde att han fick svårt att gå och hjälpa till med arbetet hemma på gården. Vid tio års ålder fick han höra ett samtal mellan föräldrarna och läkaren. Läkaren sa då att han troligen inte skulle uppleva sin 15-årsdag och därför skulle de inte kosta på honom den dyra behandlingen. Detta var en hård dom för honom. Nu blev det dock inte alls så, utan han dog vid en ålder av 90 år.  
Som sysselsättning brukade han tälja små gubbar i trä. Det var inget som uppmärksammades av hemmet. Dessa gubbar fanns utspridda i hemmet och ökade ständigt. Han provade på några andra yrken, bland annat praktiserade han som elektriker men på grund av sin sjukdom kunde han inte fortsätta inom det yrket. 

## Upptäckt
Revisorn Hugo Schillander från Stockholm, på semester i Svärdsjö och boende på ett pensionat i närheten, gjorde ett besök hemma hos Backlunds för att titta på de vackra väggdalmålningarna av Målar Erik Eliasson, som idag finns på Dalarnas museum. I huset fick han se en av Arvid Backlunds träskulpturer som han bad om att få ta med sig tillbaka till Stockholm för att visa upp för en god vän. 
En vinterdag ett halvår senare kom Anders Zorn och Carl Larsson i en släde farande till gården. De ville titta på de vackra målningarna som skulle finnas men också prata med pojken som gjorde träfigurerna. De hörde sig för också med Anders Backlund. Det visade sig att sommargästen Hugo Schillander var Zorns revisor. Carl Larsson, som normalt var försiktig med att berömma nya konstnärer, ansåg att detta var "ett särfall som motiverade undantag". Zorn betalade 100 kr för träfiguren Schillander tagit med sig tidigare.
Anders Zorn såg sedan till att Arvid Backlund fick ett stipendium och kunde utbilda sig vid Högre konstindustriella skolan 1916-19 i Stockholm. Efter att Backlund tagit sin examen gjorde han en studieresa till Rom. En del av de skulpturer han inspirerades att göra efter Italienresan finns bevarade på Arvid Backlund-gården. Efter hemkomsten från Italien åkte Backlund till Köpenhamn för att studera vid danska konstakademien 1919-21 för Einar Utzon-Frank.

## Yrkesliv
Arvid Backlund hyrde under en tid Carl Larssons gamla ateljé i Falun. Han flyttade sedan till Stockholm där han var verksam under större delen av sin karriär. I början gjorde han många kyrkliga skulpturer, bland annat till Svärdsjö Kyrka där han kompletterade predikstolen med en saknad träfigur och Kristine kyrka där han 1924 gjorde altarkrucifixet. Senare arbetade han främst med porträttbyster, bland annat av Einar Billing (1934), Natan Söderblom (1938), Albert Engström (1939) och Erik Axel Karlfeldt (1939).
Han gjorde fler och fler skulpturer, både på beställning och som bytesjobb för sina konstnärsvänner som bland annat betalade honom med konst. En av hans större uppdragsgivare var Selma Lagerlöf. Andra förmögna uppdragsgivare var Anders Diös och Alf Jernberg. Anders Diös bekostade också skulpturen Hårkulla, som står utanför hårsmyckesmuset i Våmhus. 
Backlund finns representerad vid bland annat Nationalmuseum i Stockholm.

## Arvid Backlund-gården
I mitten av 1920-talet byggde Arvid Backlund ett sommarhus i närheten av sitt barndomshem. Eftersom marken är stenig och tomten ligger i en sluttning blev han avrådd från att bygga på platsen, men det tog han ingen notis om. Genom åren byggdes sommarhuset till, och när han blev äldre blev det hans permanentbostad. Gården utvecklades tack vare det vackra läget och de konstnärliga kontakterna till något av ett centrum för konstnärer och mer eller mindre kända personer som fanns i trakten. 
Gården kallas i dag Arvid Backlundgården. År 1975 donerade Arvid Backlund gården till Falu kommun, som idag driver den tillsammans med Svärdsjö hembygdsförening. Han ville egentligen att gården skulle tillfalla Hembygdsföreningen som han själv varit med att skapa, men blev avrådd eftersom det inte ansågs framtidssäkert. Föreningen fick istället sköta verksamheten, medan kommunen äger och sköter gården.

## Verk i urval

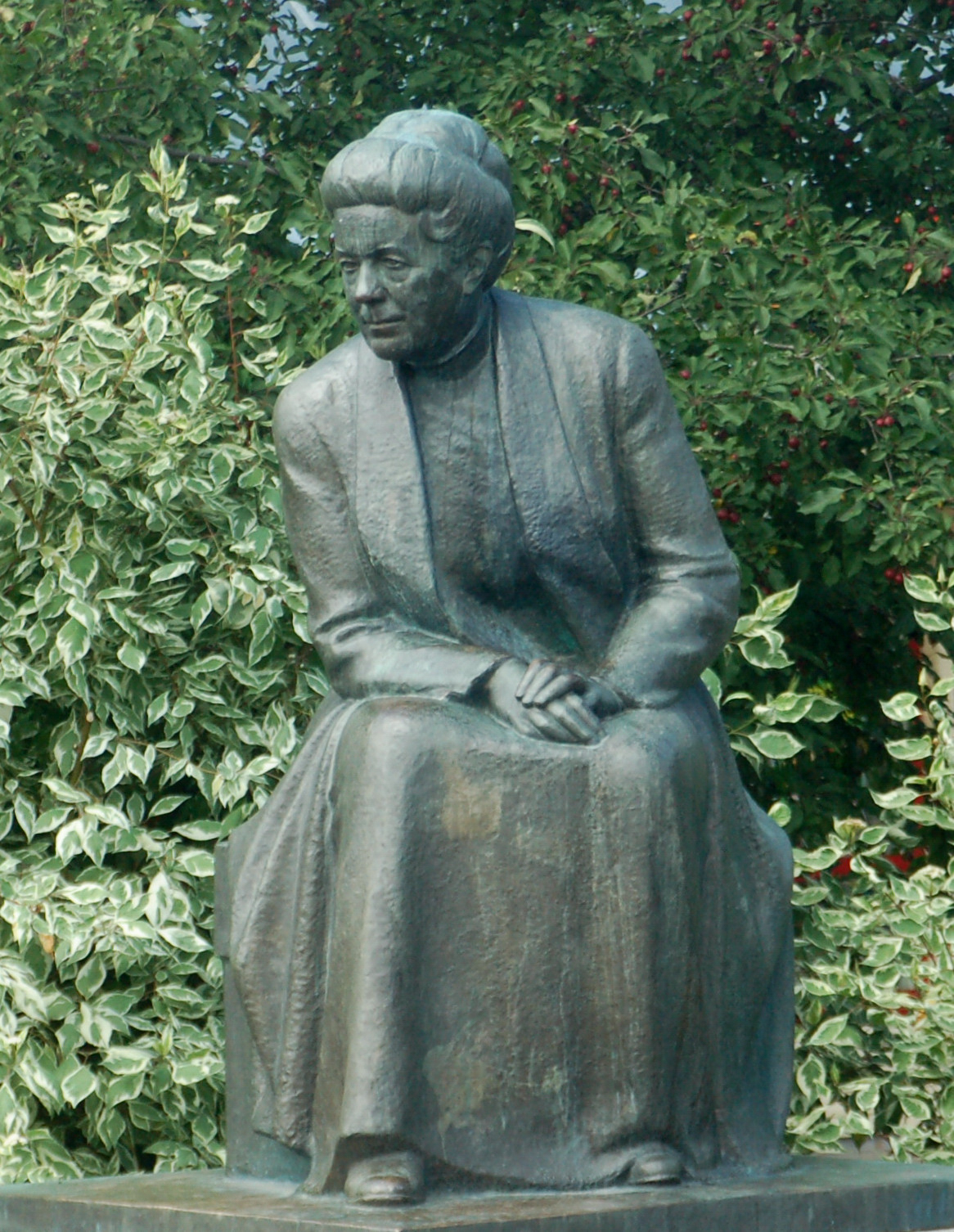
Skulptur av Selma Lagerlöf i Sunne
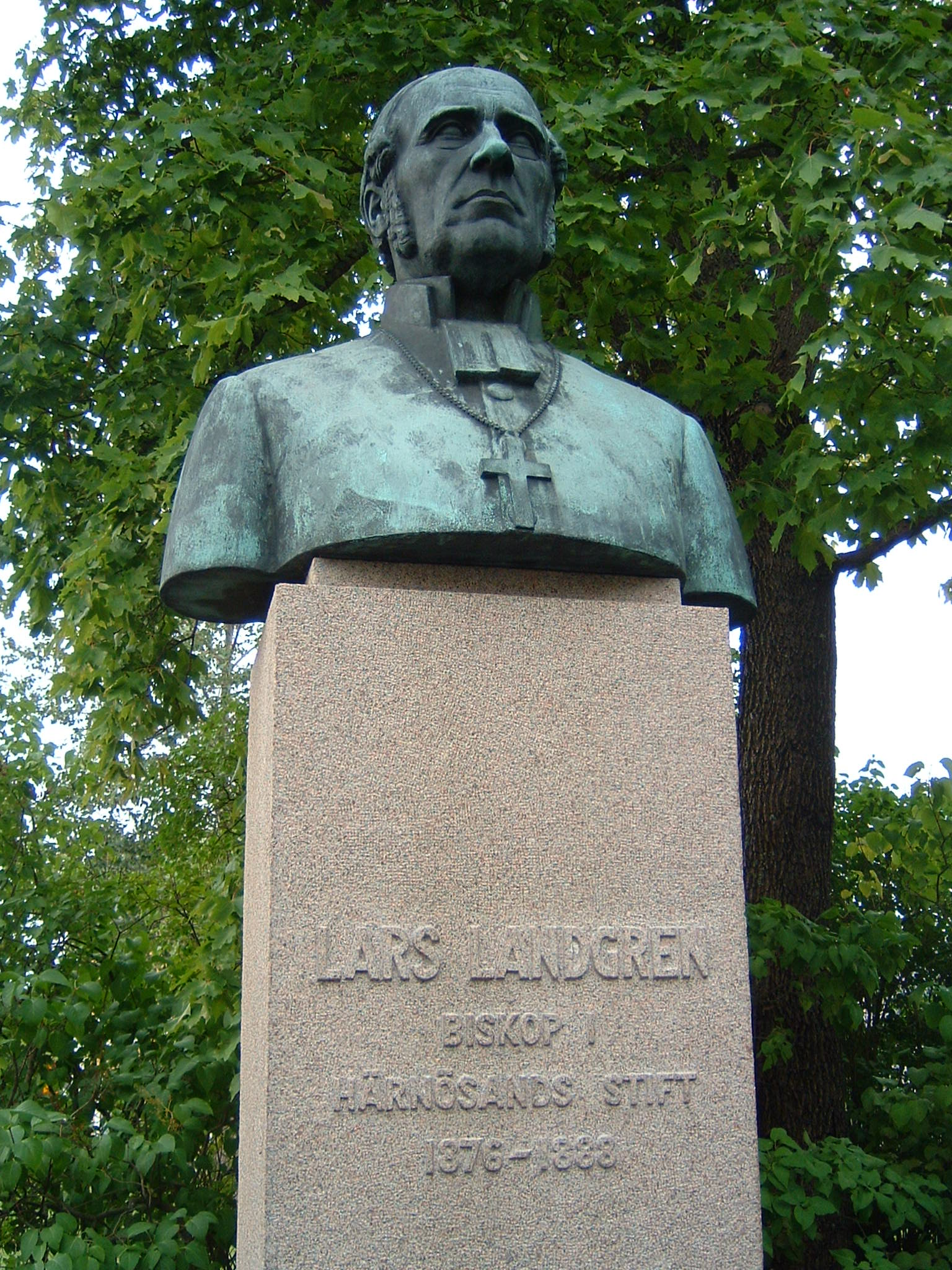
Byst över Lars Landgren i Härnösand
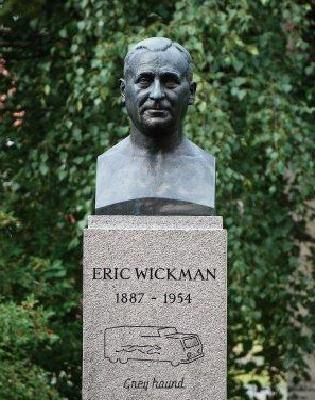
Byst över Eric Wickman i Våmhus